# Zádový tkalcovský stav

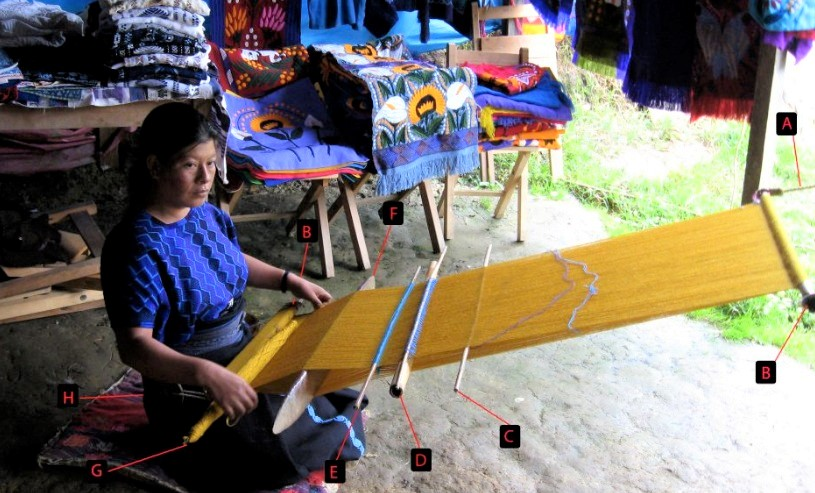
Práce na zádovém stavu

Zádový tkalcovský stav (angl.: backstrap loom, něm.: Hüftwebstuhl) je přenosná soustava jednoduchého dřevěného nářadí k ruční výrobě tkanin. Přívlastek zádový se vztahuje k pásu ovinutém kolem zadní části pasu obsluhy stavu. Pás je spojen s nářadím tak, že obsluha polohou zad ovládá napětí osnovy při tkaní.

## Tkaní na zádovém stavu
Zádový stav se používá ve světě v desítkách variant. Na snímku vpravo je znázorněno jednoduché provedení:
Osnova je zachycena jedním koncem na tyčí (B) přivázané např. na stromě a druhým koncem na válci k navíjení hotové tkaniny, který je zachycen na pásu (H) obepínajícím zadní část pasu tkadleny. Délka osnovy bývá 1 až cca 10 metrů, tkadlena udržuje (většinou v sedě) vzdálenost od konce osnovy tak, aby zůstala po dobu tkaní stejnoměrně napnutá.
Při tkaní jsou osnovní niti rozděleny tyčemi (C) a (D), na tyči (E) je navléknuta šňůrka s nitěnkami, které obepínají jednotlivé osnovní niti podle vazby tkaniny. Tyčí (E) se zvedá část nití navléknutých v nitěnkách, tyčí (F) se tvoří pro každý nový útek prošlup pro zasunutí nosiče útku (G), provléknutý útek pak přiráží (na snímku: tyč v obou rukách tkadleny) k hotové tkanině. Tkanina se navíjí na tyč (B).
K výrobě se používají obvykle barvené, hrubší bavlněné příze, pro osnovu skané (např. 75 tex x 2) s hustotou do 10 nití/cm, nitěnky jsou často z polyamidové příze. Obsluha zařízení je poměrně jednoduchá, k výrobě kvalitní tkaniny je však nutná vedle dobré zručnosti a znalosti techniky několikaletá zkušenost.

## Použití zádového stavu
Archeologické nálezy z jižní Číny a z Peru dokazují existenci zádového stavu už v 1. tisíciletí před n. l. V následující staletích se začaly používat (vzájemně nezávislé) varianty zádového tkaní v různých regionech jihovýchodní Asie a jižní Ameriky. Údaje o rozsahu a ekonomických aspektech výroby nebyly dosud (až do roku 2022) publikovány. Známé je jen, že ve 2. dekádě 21. století se provozovala řemeslná výroba v Asii (Čína (provincie Jün-nan), Indonésie, Filipíny, Laos, Vietnam, Myanmar, Indie, Bhútán) a ve střední a jižní Americe (Mexiko, Guatemala, Peru, Chile). Řemeslnou výrobou se zabývají zpravidla skupiny původních obyvatel s velmi nízkou životní úrovní. Své odborné znalosti získávají od svých předků už po několik generací, ve většině jmenovaných států dostávají k tomu účelu určitou finanční podporu.
Pro amatérské tkaní na zádovém stavu se na internetu nabízejí online vyučovací kurzy v angličtině nebo němčině a návody na zhotovení dřevěného nářadí ke tkaní.

### Problémy s použitím zádového stavu
V indickém státě Nágáland může tkaním na zádovém stavu například vdova s výdělkem cca 100 € měsíčně uživit čtyřčlennou rodinu. Tkaním se tam zabývají jen ženy, které začínají s odborným učením zpravidla už v dětském věku. Práce na stavu 8 až 10 hodin denně vede ve čtyřicítce často k vážným bolestem zad a kolen, při čemž zdravotní péče je nedostačující. Děvčata z kmene Chakhesang Naga se ochotně učí zhotovení tradičních tkanin, protože to patří ke kmenové kultuře, ale zaměstnaní si ve 3. dekádě 21. století hledají v jiných oborech.

## Galerie

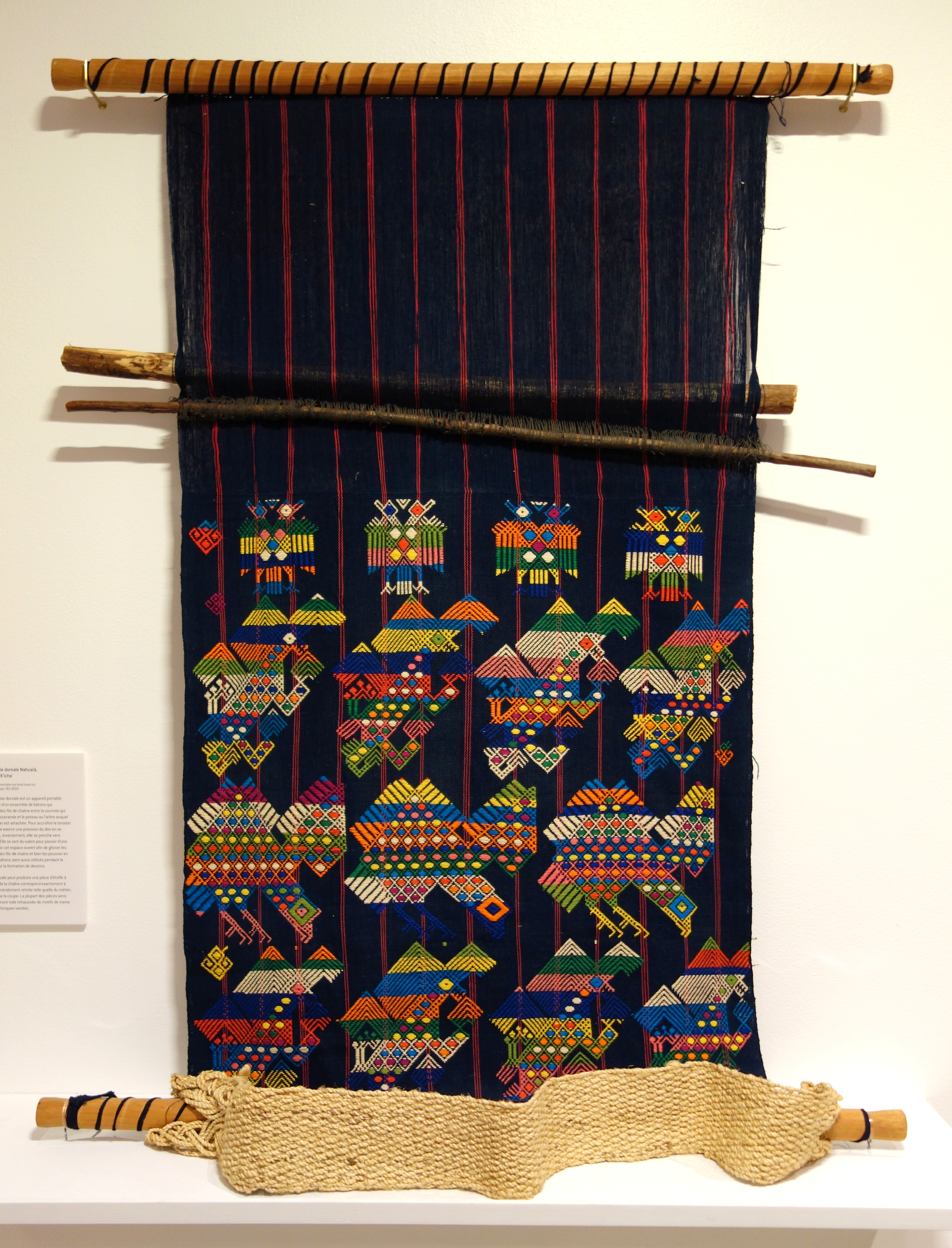
Guatemalský zádový stav s tkaninou z konce 20. století (muzeum v Torontu 2013)
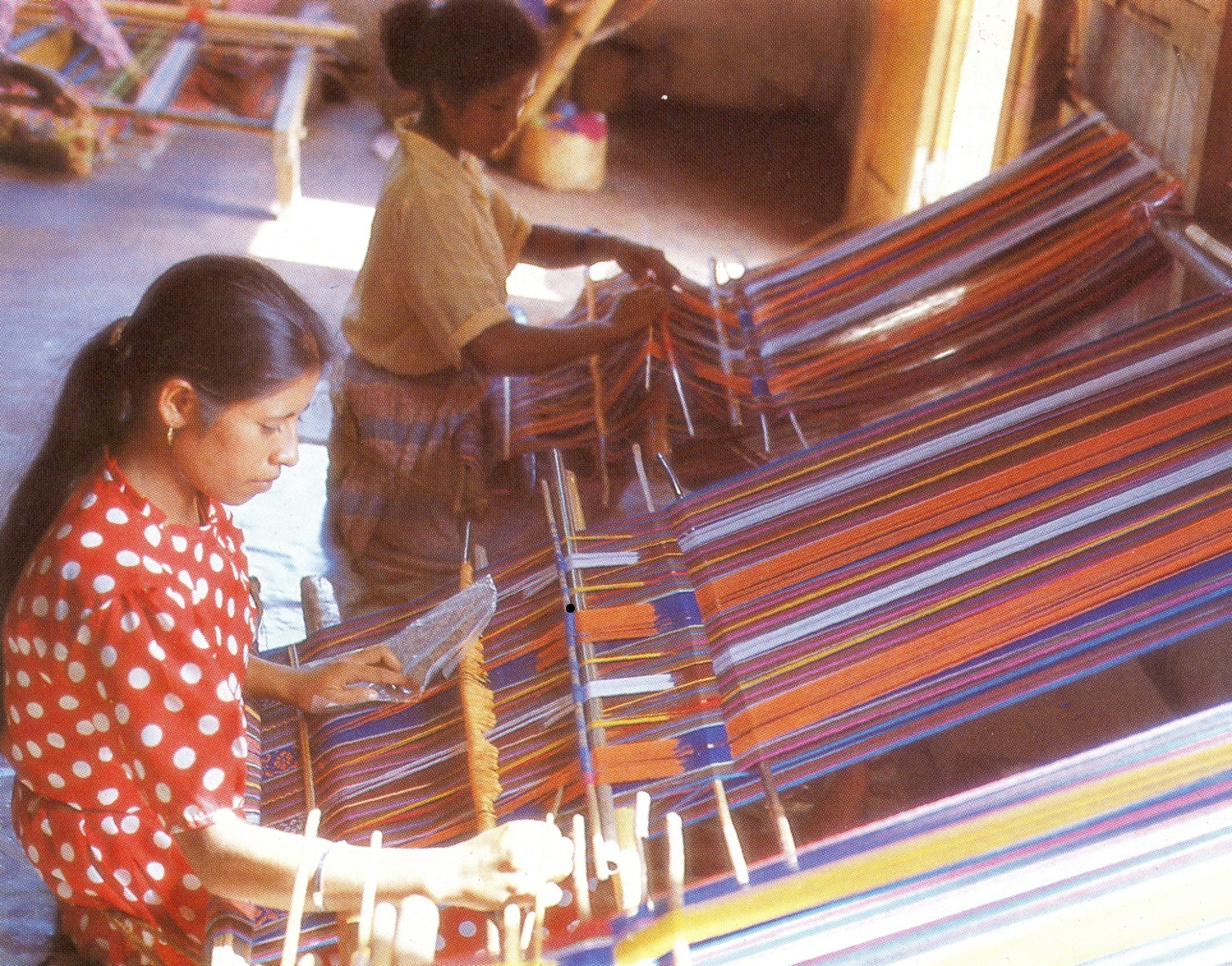
Výroba typické tkaniny tais na Východním Timoru (1986)
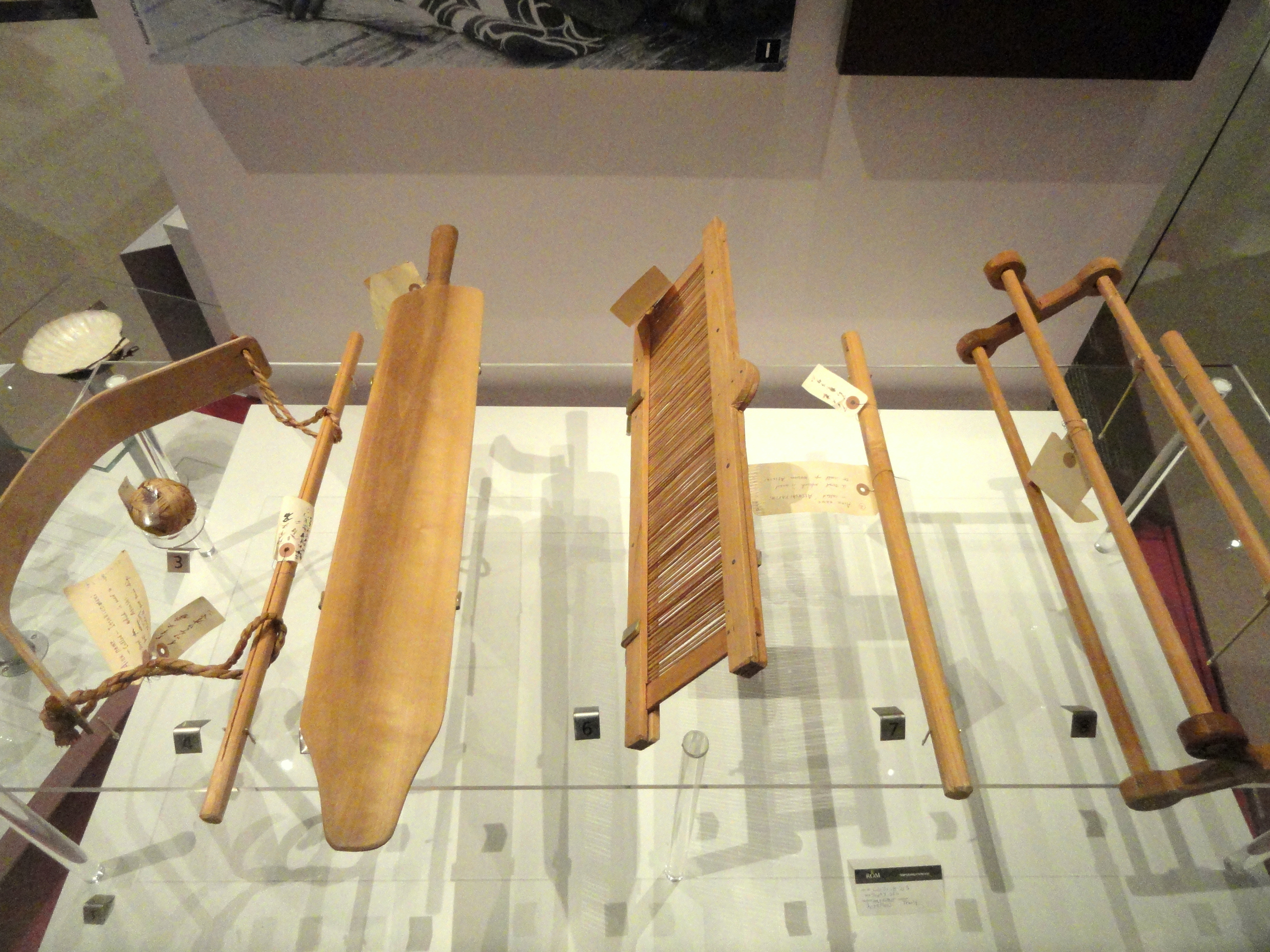
Zádový stav s listem z drátěných nitěnek (Royal Ontario Museum v Torontu 2011)
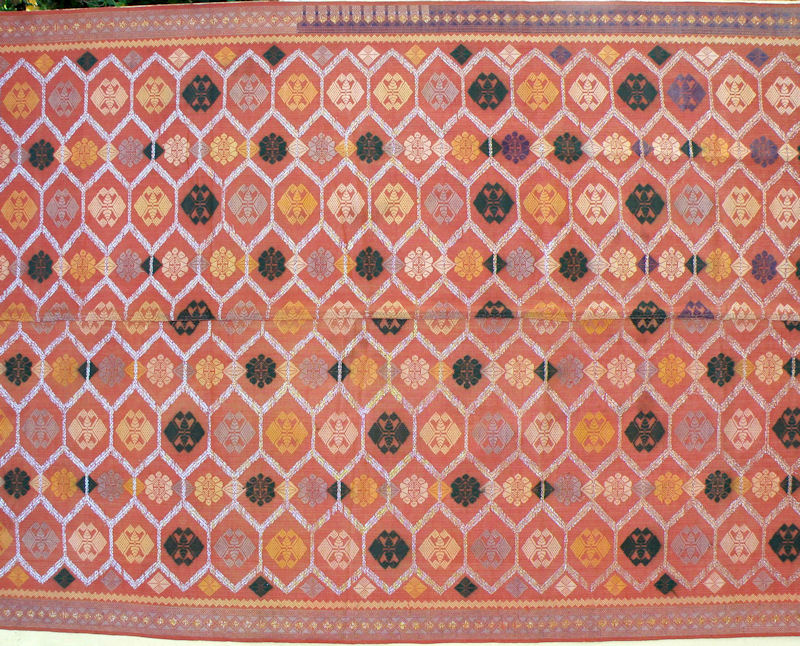
Bavlněná tkanina s výšivkou ze zlatých a stříbrných nití, dva pásy 170 cm spojené na šířku 88 cm (Indonésie 2012)
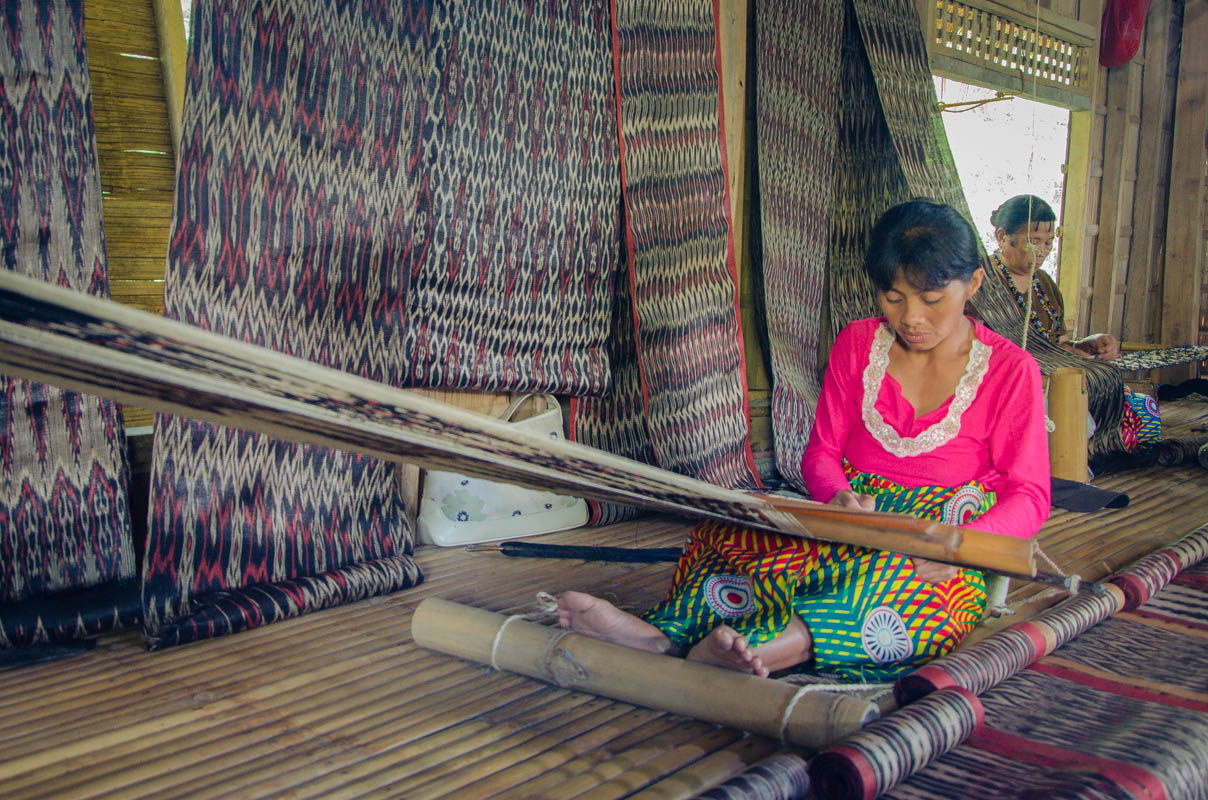
Tkaniny t´nalak z ručně svazovaných vláken abaky (Filipíny 2014)
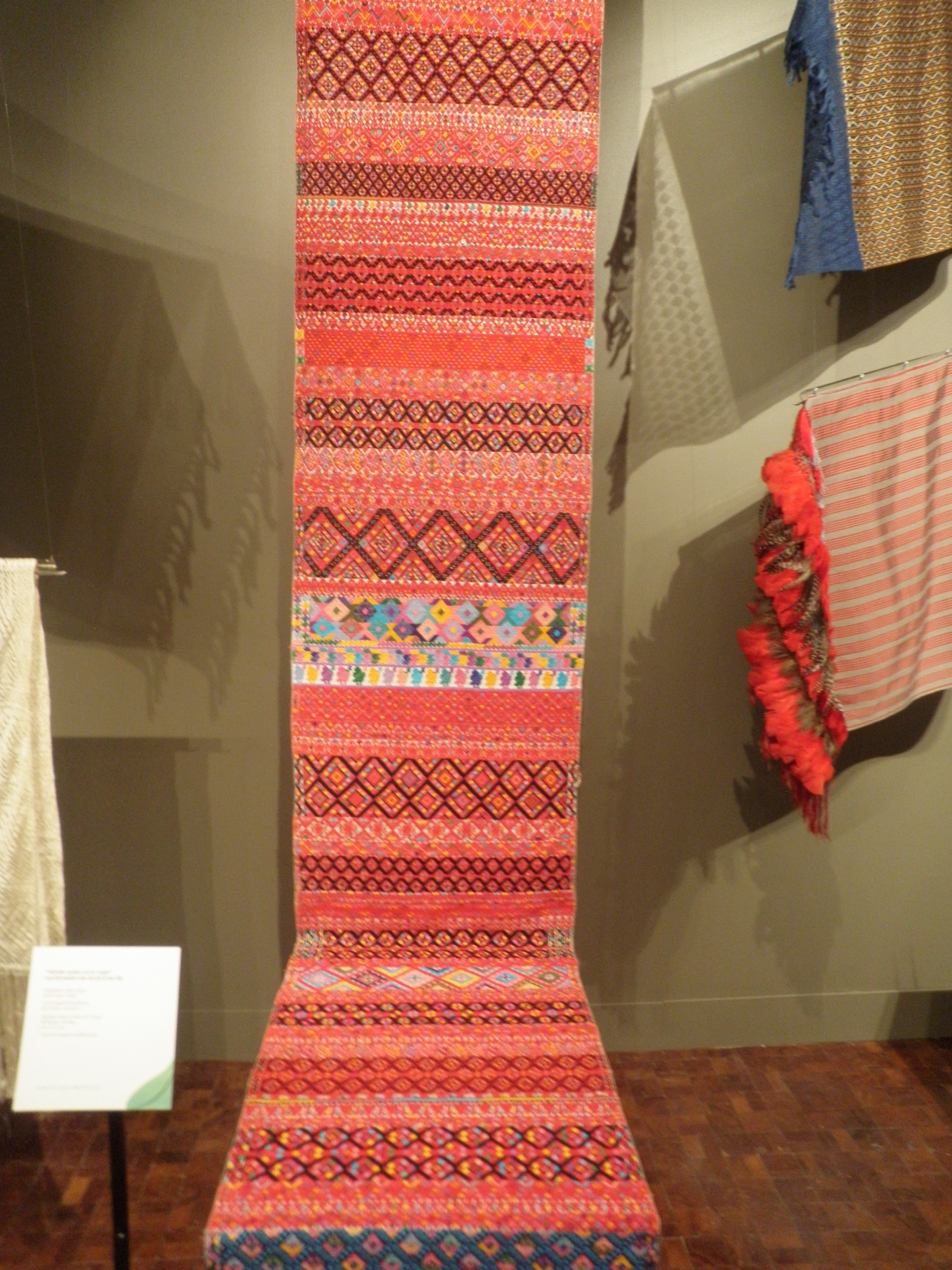
Tkanina v šířce 75 cm a délce 4 m setkané z 89 různých vazebních vzorů (po 4,5 cm délky), 3 roky práce tkalců (muzeum Mexiko City 2012)